# Dracula: Dead and Loving It
Dracula: Dead and Loving It (Drácula, un muerto muy contento y feliz en España y Drácula, muerto pero feliz en Hispanoamérica) es una película cómica de terror francoestadounidense dirigida por Mel Brooks y protagonizada por Leslie Nielsen. El film está basado en la novela de Bram Stoker.
El guion corre a cargo de Steve Haberman y Rudy De Luca aparte del propio Brooks, el cual interpreta el papel del Dr. Van Helsing. Entre el equipo artístico se encuentran Steven Weber, Amy Yasbeck, Peter MacNicol, Harvey Korman y Anne Bancroft.
El rodaje tuvo lugar entre los meses de mayo y septiembre de 1995.

## Argumento
En 1893, Thomas Renfield (Peter MacNicol), un abogado de Londres debe viajar a Transilvania para reunirse con el Conde Drácula (Leslie Nielsen) en su castillo para tramitar la compra del que será su nuevo hogar: la abadía de Carfax, Inglaterra a pesar de las advertencias de los aldeanos por el peligro que podría correr. Una vez en el castillo, Renfield es recibido por lo que parece ser un caballero sin sospechar de que en realidad es un vampiro. Una vez hipnotizado, Drácula le hace su criado y embarcan hacia Inglaterra donde una vez en tierra firme, las autoridades descubren que no hay rastro de la tripulación ni del propio Drácula salvo por Renfield, el cual es internado en una institución mental regido por el Dr. Seward (Harvey Korman), el cual está obsesionado con los enemas.
Por otra parte Drácula conoce a sus vecinos: el propio Seward, Mina, Jonathan Harker y Lucy (Amy Yasbeck, Steven Weber y Lysette Anthony). A los pocos días empiezan a sucederse fenómenos extraños después de que Mina descubra a Lucy convaleciente en la cama con señales de haber sido mordida con dos colmillos en el cuello. Tras observarla, el Dr. Abraham Van Helsing (Mel Brooks) cree que pudo ser atacada por un vampiro, por lo que decide colocar ristras de ajos por su habitación con el objetivo de repeler al ser sobrenatural. Al no poder acceder, Drácula recurre a Renfield para retirar los ajos, sin embargo fracasa en su intento por lo que finalmente recurre a un "estrambótico" poder mental para atraer a Lucy y matarla en el jardín aunque más tarde revive como vampiresa.
Pronto Van Helsing empieza a sospechar de Drácula y prepara una estratagema para demostrar la identidad del nuevo huésped. Tras ser "invitado" a un baile, este cae en la trampa cuando Van Helsing descubre un espejo en el que el conde no aparece reflejado ante la mirada atónita de los demás, al mismo tiempo Renfield le delata por accidente al llamarle "mi señor" deduciendo así que es el esclavo de Drácula. Tras ser revelada su identidad, Drácula huye de la zona con Mina para hacerla su esposa, sin embargo al ver que no está en Carfax, engatusan a Renfield para que les lleve ante su "amo".
Una vez dan con su paradero, empieza una lucha contra el vampiro hasta que Renfield mata por accidente a Drácula al intentar ayudarle a escapar por el tejado a pesar de los efectos perniciosos del sol sobre el conde siendo liberado de su posesión aunque sigue respondiendo con un "sí, mi amo" al Dr. Seward cuando este le pide que lo acompañe.

## Reparto
- Leslie Nielsen es el Conde Drácula.
- Mel Brooks es Abraham Van Helsing.
- Peter MacNicol es Thomas Renfield.
- Steven Weber es Jonathan Harker.
- Amy Yasbeck es Mina Seward.
- Lysette Anthony es Lucy Westenra.
- Harvey Korman es el Dr. Seward.
- Anne Bancroft es Madame Ospenskaya.
- Ezio Greggio es el conductor de la diligencia.
- Megan Cavanagh es Essie.

## Recepción y taquilla
Las críticas recibidas fueron en su mayoría negativas. Desde Rotten Tomatoes puntuaron el film con un 11% basándose en un total de 36 reseñas.
James Berardinelli de ReelViews comentó que la película no se acerca ni siquiera al nivel de Young Frankenstein y la calificó de "estupidez satírica", por otro lado valoró positivamente el trabajo de Nielsen, al que definió como "un actor serio que consigue arrancar una sonrisa al espectador".
Joe Leydon de Variety también hizo hincapié en la actuación de Nielsen junto al resto del reparto, según sus palabras: el actor canadiense no se corta a la hora de sonsacar su comedia a pesar de la mediocridad de la producción a la que definió de "descafeinada" en comparación con otras películas de Brooks. En cuanto a los personajes de MacNicol y Brooks como Renfield y Van Helsing respectivamente hizo una crítica favorable de los dos por su actuación siendo las pocas risas de la película.
La producción debutó en el décimo puesto de la cartelera estadounidense y recaudó un total de 10.772.144 dólares.